# Тинники (род)
Тинники (лат. Elaphrus) — род жуков-жужелиц из подсемейства тинников. Распространены в Европе, Азии и Северной Америке, где встречаются на берегах водоёмов, болотах и заболоченных местах. Наибольшую активность проявляют в дневное время суток.
Представители данного рода характеризуются следующими признаками:
- голова с огромными, сильно выпуклыми глазами, не уже переднеспинки;
- основание переднеспинки не окаймлённое;
- переднеспинка без передней пары боковых щетинок;
- надкрылья без рядов точек, но с тремя-четырьмя пятен-ямок;
- скульптура надкрылий состоит из трёх-четырёх рядов глазчатых дискальных щетинконосных пор, обычно чередующихся в ряду с полированными бугорками, так называемыми «зеркальцами».